# یورکویل (کامیونیتی)، ویسکانسین
یورکویل (به انگلیسی: Yorkville) یک منطقهٔ مسکونی در ایالات متحده آمریکا است که در شهرستان رسین، ویسکانسین واقع شده‌است. یورکویل ۲۲۷٫۰۸ متر بالاتر از سطح دریا واقع شده‌است.